# Mehdi Mahdavikia
Mehdi Mahdavikia (*Teherán, Irán, 24 de julio de 1977) es un exfutbolista iraní. Se desempeñaba de volante y el Persépolis FC fue el primer y último equipo en el que jugó como profesional, anunciando su retiro el 21 de marzo de 2013.

## Selección nacional
Fue internacional con la selección de fútbol de Irán, jugó 111 partidos internacionales y anotó 13 goles.

### Participaciones en Copas del Mundo
| Mundial                        | Sede     | Resultado    |
| ------------------------------ | -------- | ------------ |
| Copa Mundial de Fútbol de 1998 | Francia  | Primera fase |
| Copa Mundial de Fútbol de 2006 | Alemania | Primera fase |

## Clubes
| Club                 | País     | Año       |
| -------------------- | -------- | --------- |
| Persépolis FC        | Irán     | 1995-2001 |
| VFL Bochum (cedido)  | Alemania | 1999      |
| Hamburgo SV (cedido) | Alemania | 1999-2001 |
| Hamburgo SV          | Alemania | 2001-2007 |
| Eintracht Fráncfort  | Alemania | 2007-2009 |
| Steel Azin FC        | Irán     | 2010-2011 |
| SC Damash Guilán     | Irán     | 2011      |
| Persépolis FC        | Irán     | 2012-2013 |